# سيرج حازانافازايس
سيرج حازانافازايس (بالفرنسية: Serge Hazanavicius)‏ هو ممثل فرنسي، ولد في 11 سبتمبر 1963 بباريس في فرنسا.

## أعمال

### أفلام
- (2014) رجال الآثار[3][4]

## وصلات خارجية
- سيرج حازانافازايس على موقع IMDb (الإنجليزية)
- سيرج حازانافازايس على موقع ألو سيني (الفرنسية)
- سيرج حازانافازايس على موقع أول موفي (الإنجليزية)
- سيرج حازانافازايس على موقع قاعدة بيانات الأفلام السويدية (السويدية)
- سيرج حازانافازايس على موقع قاعدة بيانات الفيلم (الإنجليزية)
- سيرج حازانافازايس على موقع كينوبويسك (الروسية)